# Meleagros von Gadara
Meleagros von Gadara (altgriechisch Μελέαγρος Meléagros, lateinisch Meleager) war ein antiker griechischer Schriftsteller. Seine Lebenszeit fällt in das späte 2. und frühe 1. Jahrhundert v. Chr. Er stammte aus Gadara, dem heutigen Umm Qais in Jordanien, wuchs in Tyros auf und starb auf der griechischen Ägaisinsel Kos.
Meleagros verfasste Epigramme und Satiren.  Als Lyriker trug er zusammen mit seinem älteren Zeitgenossen Antipatros von Sidon maßgeblich zum späthellenistischen Wiedererstarken des literarischen Epigramms bei. Diese Gattung hatte in der ersten Hälfte des 2. Jahrhunderts v. Chr. viel an Bedeutung verloren. Von Meleagros selbst sind 134 Epigramme zu fast ausschließlich erotischen Themen erhalten.
Bedeutung für die griechische Literaturgeschichte erlangte Meleagros vor allem als Kompilator einer Anthologie von Epigrammen namens Stephanos (Στέφανος, „Kranz“ oder „Girlande“), die den historischen Grundstock der Griechischen Anthologie bildet. 70 v. Chr. publizierte er seine Anthologie, die Epigramme aus sechs Jahrhunderten griechischer Lyrik vereint. Die Epigramme stammen von 47 verschiedenen Dichtern, unter anderem von Archilochos, Alkaios, Anakreon und Simonides, was sie zu einer bedeutenden literaturhistorischen Quelle besonders zur archaischen, frühklassischen und klassischen Epigrammatik macht.
Während in seinen Epigrammen höchstens Spuren kynischen Gedankenguts zu finden sind, sollen seine Satiren im Geist des Kynikers Menippos von Gadara verfasst gewesen sein (siehe Menippeische Satire). Die möglicherweise in jungen Jahren verfassten Satiren sind verloren, Meleagros selbst erwähnt sie in drei seiner Epigramme. Athenaios bezeichnet ihn ausdrücklich als Kyniker.